# Donata, Paulina, Rogata, Dominanda, Serotina, Saturnina e Hilaria
Donata, Paulina, Rogata, Dominanda, Serotina, Saturnina e Hilaria, fueron unas mártires romanas del siglo I.

## Hagiografía
Donata es citada como la primera de un grupo de vírgenes mártires en Roma; Donata, Paulina, Rogata, Dominanda, Serótina, Saturnina e Hilaria.
Su existencia queda definitivamente confirmada por su inclusión en el Martyrologium Hieronymianum el 31 de diciembre. Luego también en Liber de locis sanctis martyrum de la primera mitad del siglo VII. También se enumeran en un número reciente de Martyrologium Romanum de 2002.
Sus restos fueron descubiertos en la Catacomba dei Giordani en via Salaria, junto con los santos mártires Alejandro, Vital y Marcial. Su respeto fue apoyado por el Papa Adriano I.
Desafortunadamente, no sabemos nada sobre sus vidas y cómo murieron.
Su festividad se celebra el 31 de diciembre.